# Prinz-Emil-Schlösschen

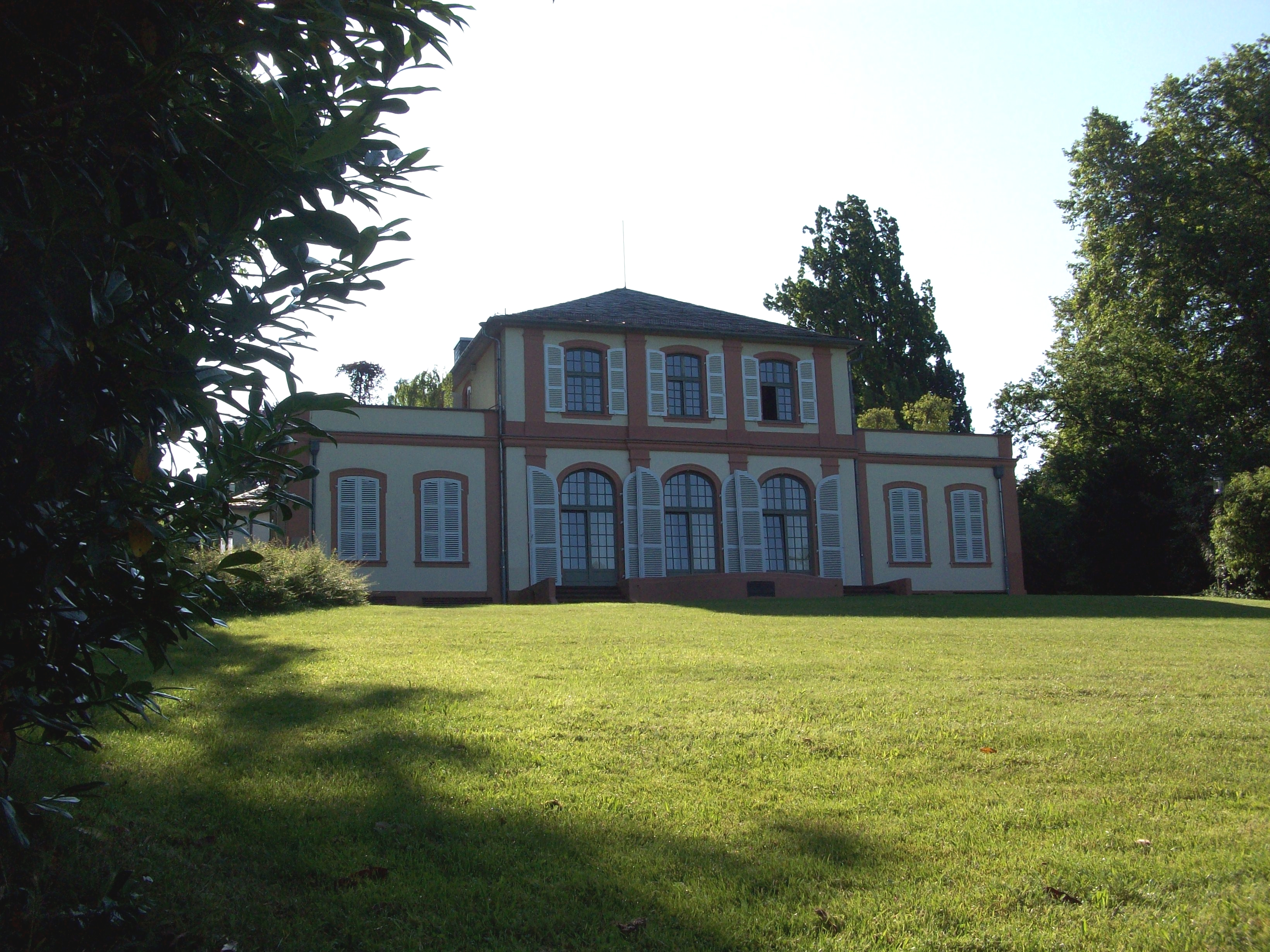
Die Westfassade des Prinz-Emil-Palais

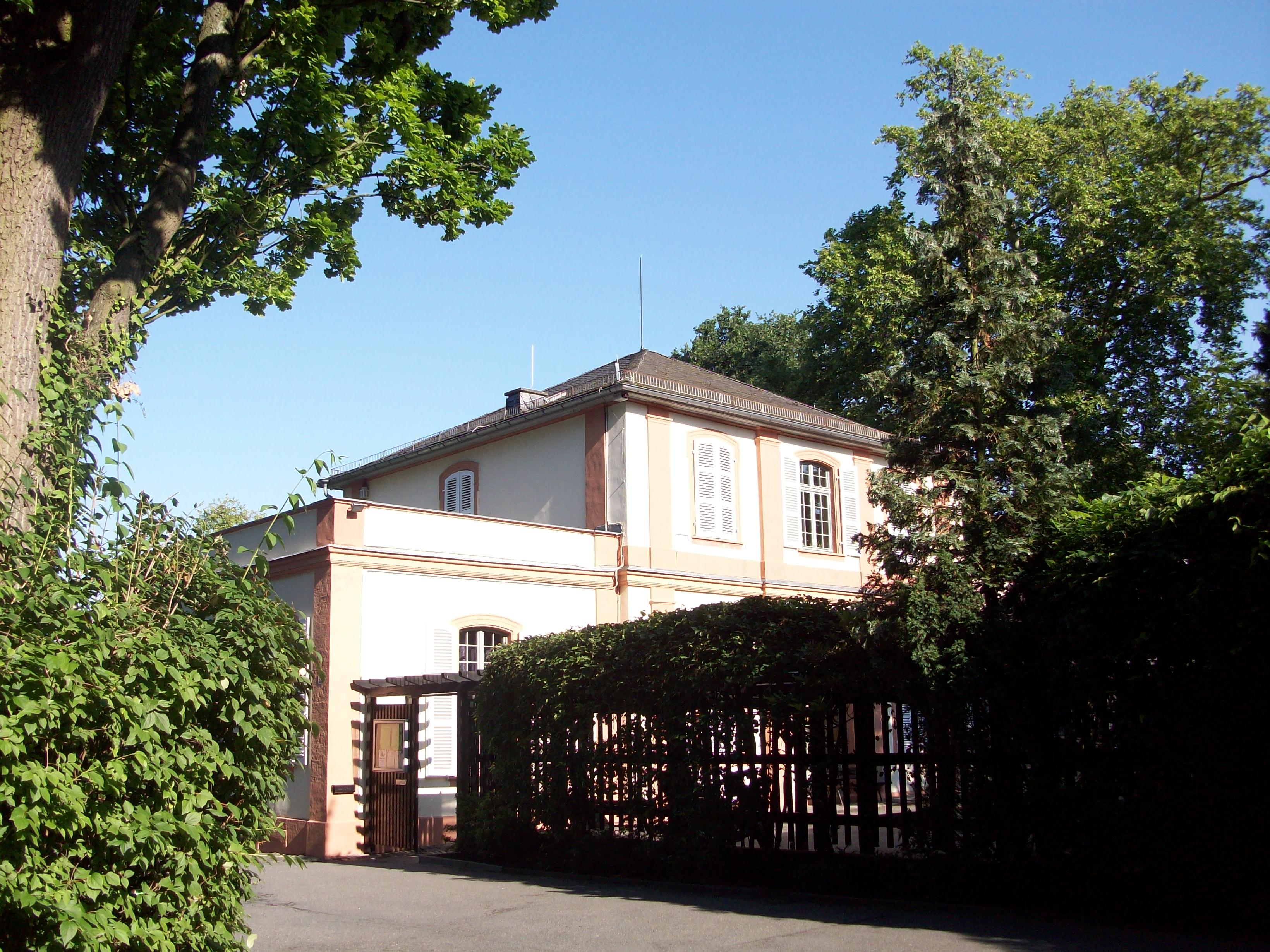
Blick aus Südosten zur Rückseite des Gartenpalais mit Eingang zum Innenhof

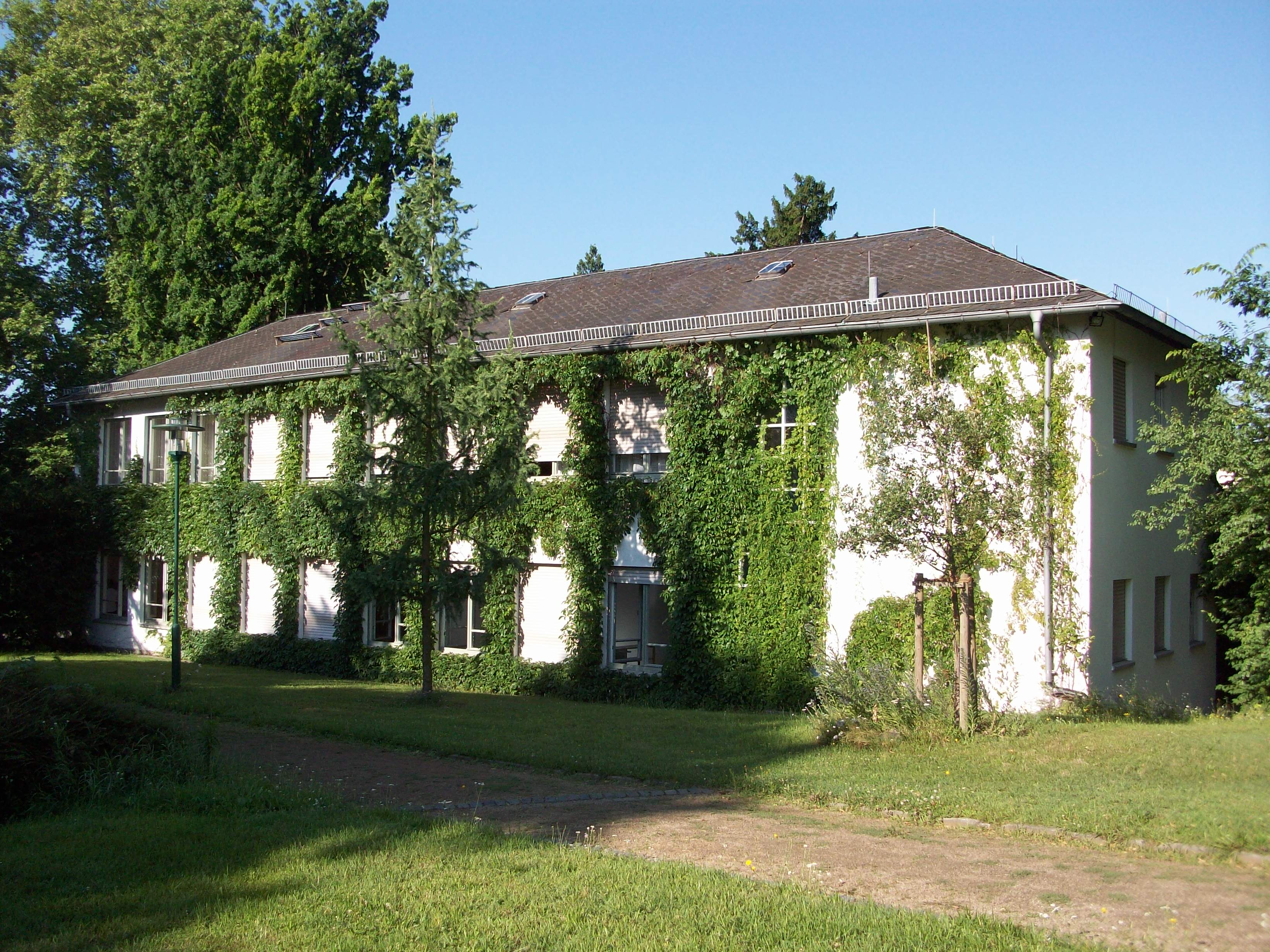
Die moderne Ostfassade

Das Prinz-Emil-Schlösschen ist ein kleines Gartenpalais in Darmstadt-Bessungen. Es wurde von 1775 bis 1778 im Auftrag seines ersten Besitzers Friedrich Karl von Moser in zentraler Lage in einer schon 1772 nach englischem Vorbild errichteten Gartenlandschaft errichtet, dem heutigen Prinz-Emil-Garten. Nach dem Zweiten Weltkrieg und der Bombardierung Darmstadts ausgebrannt, wurde es bis 1950 renoviert und dient heute als Nachbarschaftshaus den Bessunger Einwohnern als Begegnungsstätte.

## Geschichte
Das ehemalige schlossartige Gartenhaus wurde nach Plänen von Johann Martin Schuhknecht für den damaligen Ersten Minister und Staatsreformer Friedrich Karl von Moser des hessischen Landgrafen Ludwig IX. von Hessen-Darmstadt im Rahmen eines von dem Dieburger Gärtner Nikolaus Andreas Siebert geschaffenen Gartens (1772) in Bessungen gebaut. Nach Mosers Sturz 1779/1780 kaufte Erbprinz Ludwig X. 1780 das Anwesen. Benannt sind Park und Schloss dann nach seinem nächsten Besitzer Prinz Emil von Hessen und bei Rhein, an den beides 1830 überging. Ab 1870 wurde der Park einmal wöchentlich für die Öffentlichkeit geöffnet, so dass die Bürger Darmstadts den adligen Herren und Damen „über die Schulter schauen konnten“.
Durch weitere Besitzerwechsel und durch die Jahrhunderte veränderte sich das Erscheinungsbild des Schlösschens nur leicht, des Parkes aber stark. So hatte 1897 Prinz Franz Joseph von Battenberg den Park übernommen, der aber nach der Abdankung der Monarchie Hessen-Darmstadt 1918 kaum noch gepflegt wurde und verwilderte. 1927 erwarb schließlich die Stadt Darmstadt das Anwesen vom Großherzog, musste aber den höher gelegenen Parkanteil für die Finanzierung des Erwerbs sofort wieder verkaufen. Auf diesem entstanden Wohnungen. 1944 in den Bombennächten des Zweiten Weltkrieges bis auf eine Ruine abgebrannt, ist das Schlösschen nach seiner Renovierung 1948–1951 heute Treffpunkt und sozialer Mittelpunkt Bessungens.

## Architektur
Der einfache dreiachsige Flügelbau weist vorwiegend klassizistische Züge auf, kann aber Rokoko-Elemente nicht verleugnen. Die notwendige Sanierung nach dem Zweiten Weltkrieg hat das Innere weitestgehend verändert. Das erhöhte Haupthaus mit Pyramidendach zeigt mit seiner zweistöckigen dreifenstrigen Hauptfront Richtung Teich nach Westen, begrenzt von zwei niederen gleich langen Seitenflügeln, denen Balkone als Dach aufsitzen.
Die sich anschließenden Flügel sind neueren Datums. Der nördliche Querbau ist ein schmaler eingeschossiger walmdachbekrönter Flügel, an den der östlich durch einen ebenfalls mit Walmdach abschließende Seitenriegel ansteht, dem Haupthaus leicht versetzt nach Südsüdost gegenüberstehend, und so im Ganzen eine U-förmige, Dreiseitenhof-artige  sich nach Süden öffnende Anlage ergibt.

## Der Prinz-Emil-Garten

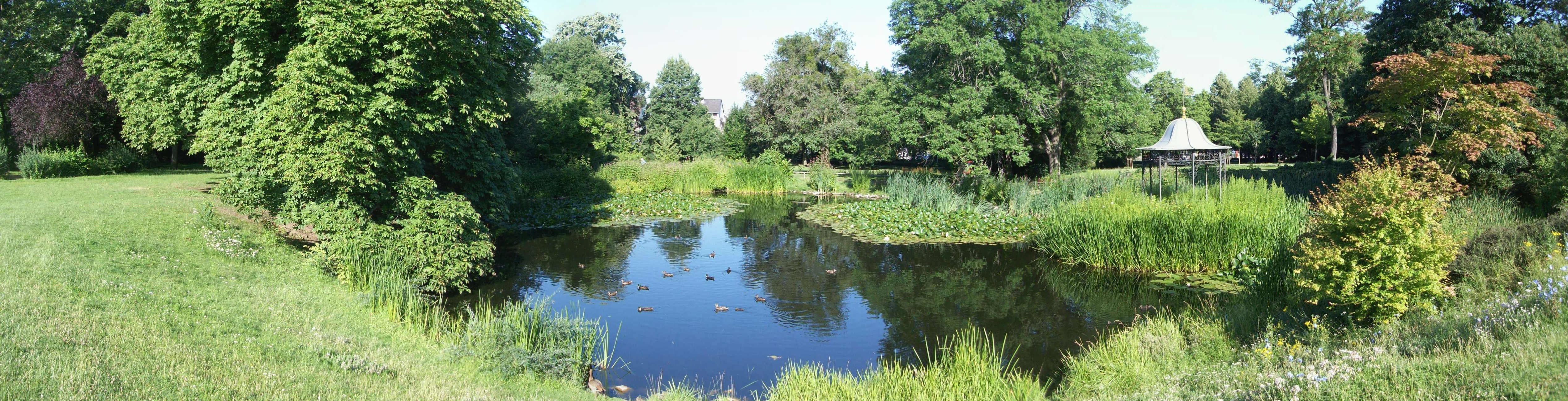
Die wiederhergestellte Teichanlage mit dem Pavillon

Der ab 1772 vom  Dieburger Gärtner Nikolaus Andreas Siebert konzipierte und geschaffene Park (früher Moserscher Garten genannt) verband ursprünglich Elemente französischer und englischer Gartenkunst. Um die Wende zum 20. Jahrhundert stellte sich der Garten als ein Landschaftsgarten des 19. Jahrhunderts mit Merkmalen des bürgerlichen Gartens dar. Statuen, Tempel, Kapelle (einst als Küche dienend), ein in russischem Stil erbautes Bauernhäuschen, der chinesische Pavillon auf der Teichinsel, Grotten und eine künstliche gotische Ruine sind heute verschwunden. Ein wassergefüllter Graben („Aha“), der ursprünglich den Park auf der Westseite optisch abschloss und einen damals ungehinderten und unverbauten Blick auf die Rheinebene erlaubte, verschwand ebenso zu Beginn des 20. Jahrhunderts. Nach dem Krieg entstanden erhebliche Eingriffe durch Randbebauungen, der Teich wurde nach 1945 zugeschüttet, geblieben waren nur noch die alten Bäume und sanft abfallende Grünflächen, die im Winter als beliebte Rodelbahnen Bessunger Kinder genutzt werden.
Die Parkanlage besitzt heute wieder in ihrem Zentrum einen (von ursprünglich zweien) zwischen 1987 und 1989 wiederhergestellten Teich mit einem kleinen Wasserfall. Der sich dort befindliche kleine Tempel wurde 1988 von einem Privatgarten, den sich um 1900 der Darmstädter Apotheker Julius Eller anlegen ließ, für den Schlossgarten gespendet. In der Mitte des heute wiederhergestellten Parks östlich des Teiches präsentiert sich das Prinz-Emil-Palais auf einer kleinen Anhöhe.

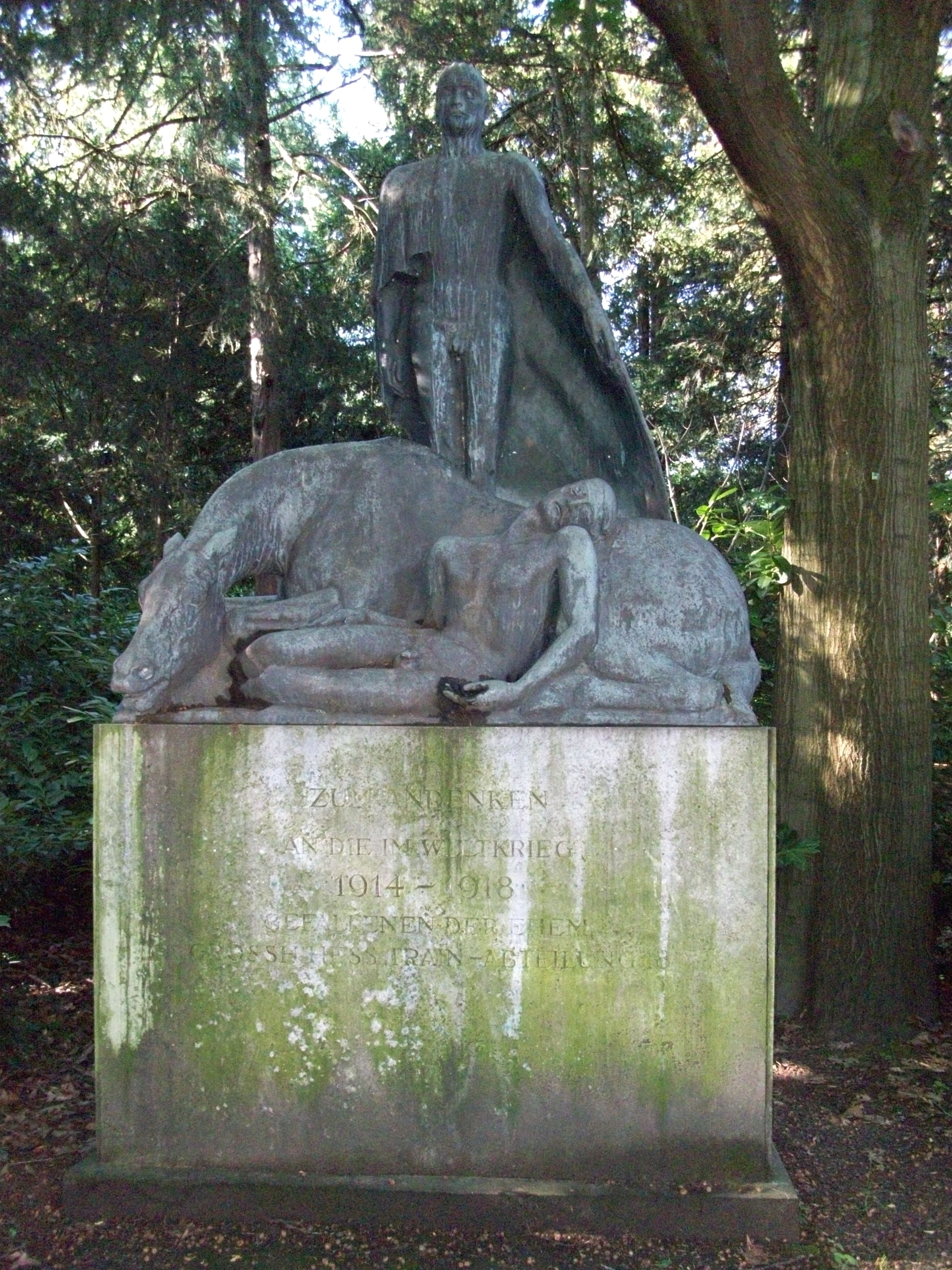
Von Ali Bonte-Lichtenstein erschaffenes Denkmal zu Ehren der Gefallenen im Ersten Weltkrieg im nördlichen Parkteil
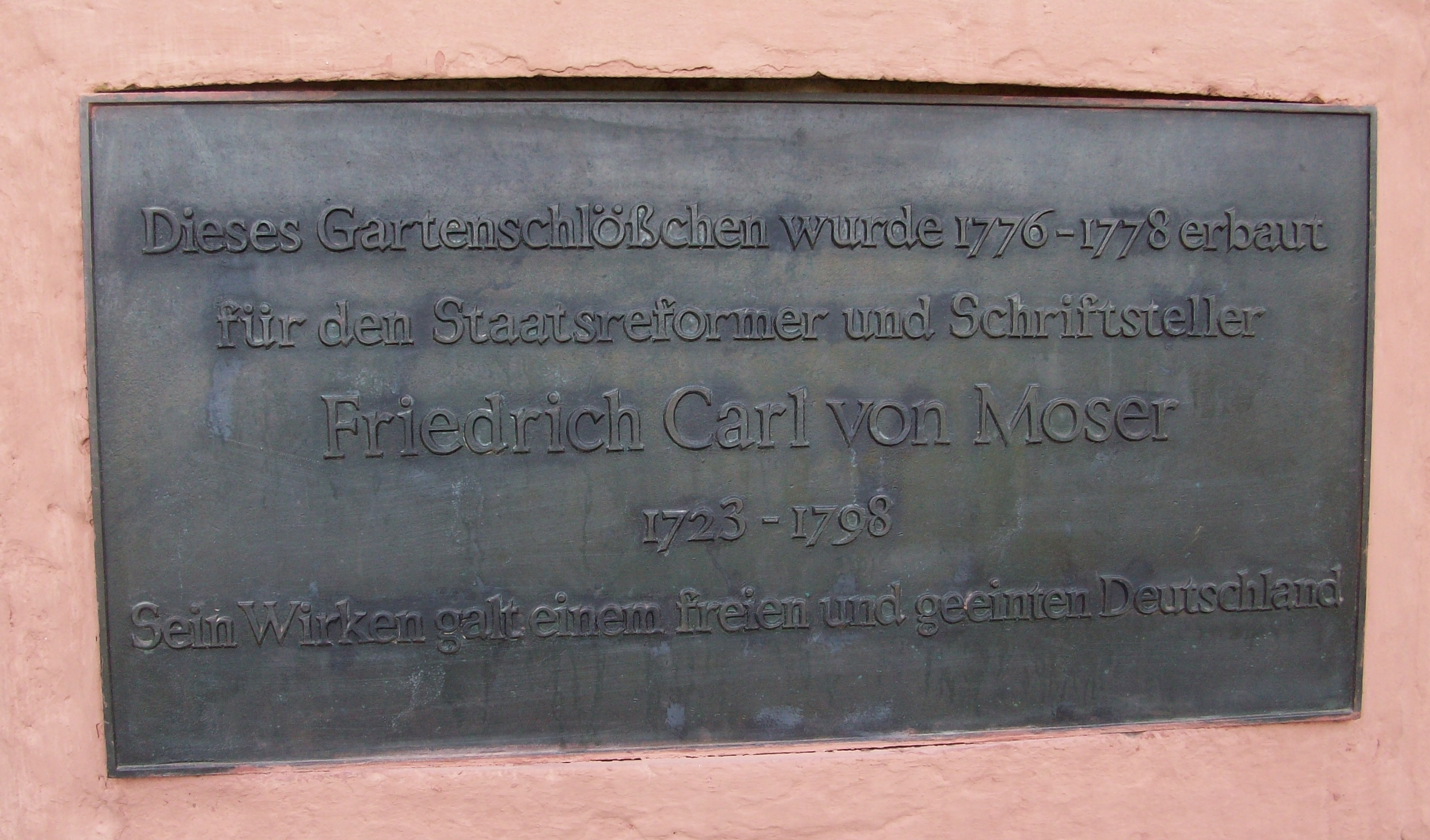
Die Gedenktafel zu Ehren des Staatsreformers Friedrich Karl von Moser in der Mitte des zweiseitigen Treppenaufgangs zur Westfassade
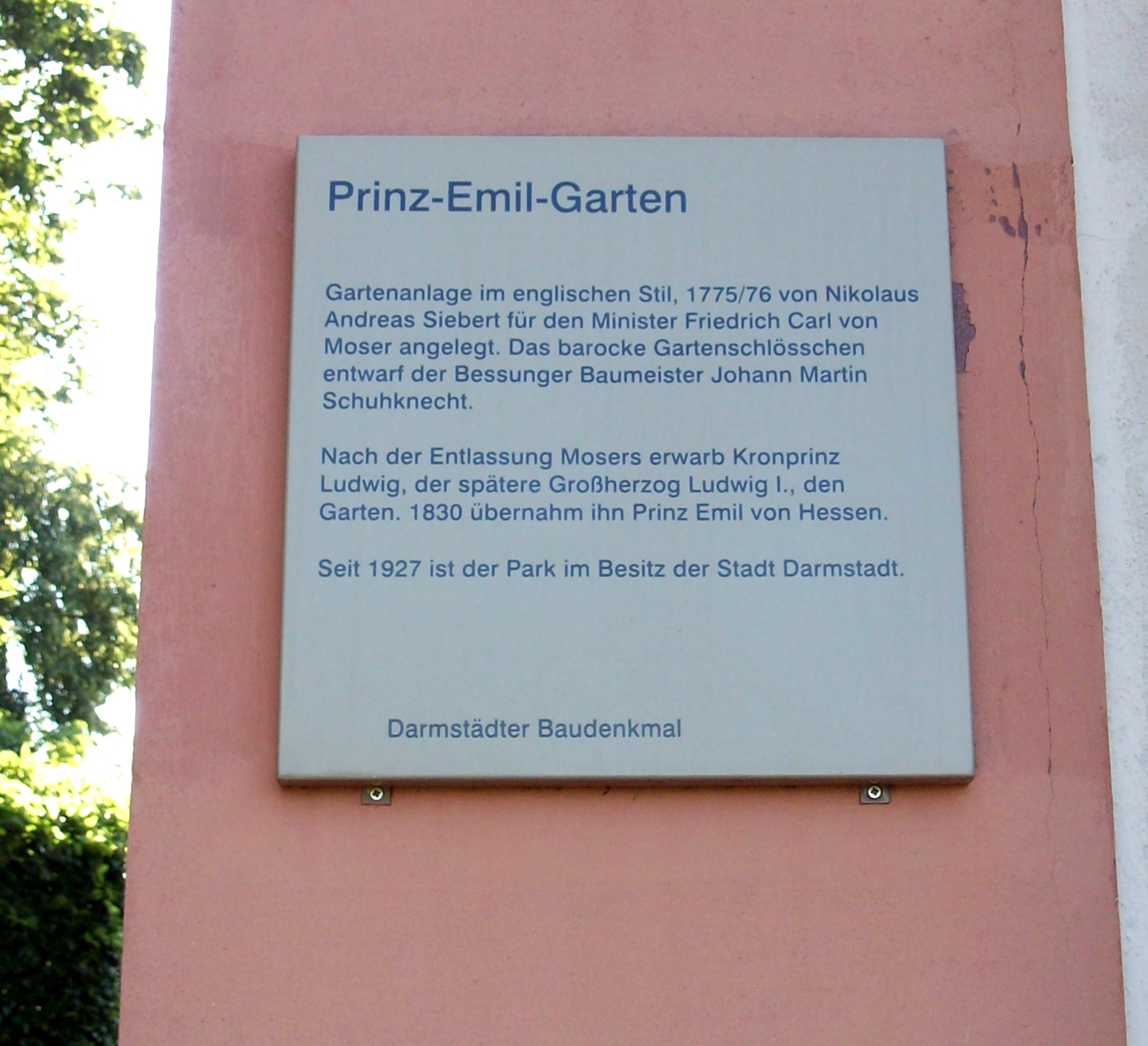
Informationstafel an der Nordwestecke des Gartenpalais

## Heutige Nutzung
Das Gebäude wurde 1944 von Bomben zerstört, die Stadt Darmstadt hat es mit Hilfe der Amerikanischen Quäker und dem American Friends Service Committee (AFSC) wieder aufgebaut und dem Verein Nachbarschaftsheim übergeben, der in dem Schlösschen und seinen Anbauten in Anlehnung an die Settlement-Bewegung sozialkulturelle Stadtteilarbeit aufbaute. In den Park einbezogen sind heute Kinderspiel- und Sportplätze, ein Nachbarschaftsgarten und ein Altenwohnheim. Das Gebäude ist ein Baudenkmal.